# Palmer Lake
Palmer Lake és una població dels Estats Units a l'estat de Colorado. Segons el cens del 2000 tenia 2.179 habitants.

## Demografia
Segons el cens del 2000, Palmer Lake tenia 2.179 habitants, 843 habitatges, i 570 famílies. La densitat de població era de 274,9 habitants per km².
Dels 843 habitatges en un 37,7% hi vivien nens de menys de 18 anys, en un 58,1% hi vivien parelles casades, en un 7,7% dones solteres, i en un 32,3% no eren unitats familiars. En el 24% dels habitatges hi vivien persones soles el 5% de les quals corresponia a persones de 65 anys o més que vivien soles. El nombre mitjà de persones vivint en cada habitatge era de 2,58 i el nombre mitjà de persones que vivien en cada família era de 3,15.
Per edats la població es repartia de la següent manera: un 28,6% tenia menys de 18 anys, un 5,9% entre 18 i 24, un 35% entre 25 i 44, un 24,2% de 45 a 60 i un 6,3% 65 anys o més.
L'edat mediana era de 37 anys. Per cada 100 dones de 18 o més anys hi havia 98 homes.
La renda mediana per habitatge era de 52.340 $ i la renda mediana per família de 65.074 $. Els homes tenien una renda mediana de 42.122 $ mentre que les dones 30.078 $. La renda per capita de la població era de 25.505 $. Entorn del 4,8% de les famílies i el 6,5% de la població estaven per davall del llindar de pobresa.

## Poblacions més properes
El següent diagrama mostra les poblacions més properes.